# Unione Calcio Sampdoria 2024-2025
Questa voce raccoglie le informazioni riguardanti l'Unione calcio Sampdoria nelle competizioni ufficiali della stagione 2024-2025.

## Stagione
Nella stagione 2024-2025 la squadra blucerchiata comincia la stagione sotto la guida di Andrea Pirlo, confermato dopo la stagione precedente. La società vara una campagna acquisti per tentare il ritorno in Serie A, acquistando il capocannoniere della Serie B 2023-24 Gennaro Tutino e il bomber Massimo Coda, oltre all'esperto difensore Simone Romagnoli.
Nella prima partita ufficiale, nel secondo turno di Coppa Italia, viene battuto il Como ai calci di rigore, mentre in campionato l'inizio è negativo con un solo punto conquistato nelle prime tre partite. La società, partita con alte aspettative, decide allora di esonerare Pirlo e di assumere al suo posto il tecnico Andrea Sottil. 
Sottil comincia la sua avventura dando una scossa alla squadra, che raggiunge un risultato inaspettato con la vittoria ai rigori al terzo turno di Coppa Italia contro i concittadini del Genoa, dopo l'1-1 dei tempi regolamentari. Tuttavia la squadra non riesce a proseguire la stagione in maniera positiva, nonostante un trend di 4 vittorie su 5 turni a cavallo del passaggio del turno in Coppa, entrando in una spirale di prestazioni e risultati negativi che la portano ad essere risucchiata molto vicino alla zona play-out. Dopo una pesante sconfitta contro il Sassuolo per 5-1 alla sedicesima giornata, Sottil viene esonerato e viene chiamato come terzo tecnico della stagione Leonardo Semplici. 
Nonostante un intervento massiccio della società nel mercato invernale, Semplici non riesce a dare la svolta della stagione della Sampdoria, siglando una lunga serie di pareggi che la mantengono nelle zone basse della classifica e una sconfitta contro la Roma per 4-1 agli ottavi di Coppa Italia dalla quale la squadra blucerchiata viene estromessa. Alla 31ª giornata la Samp subisce una dura sconfitta in casa contro il Frosinone per 3-0, che fa sprofondare la squadra per la prima volta in stagione in zona retrocessione. Nonostante la situazione, Semplici viene confermato alla guida dei blucerchiati, ma è una riconferma che dura solo una partita, terminata con la sconfitta nella successiva giornata a Spezia per 2-0 (32ª giornata).
Per cercare di salvare la squadra dalla Serie C, la società attua una vera e propria rivoluzione, allontanando sia l'allenatore toscano che il direttore sportivo Pietro Accardi, considerato uno dei principali responsabili della stagione negativa della squadra, e riportando alla corte blucerchiata alcune bandiere e idoli della tifoseria, come Alberico Evani e Attilio Lombardo in veste rispettivamente di allenatore e vice allenatore. Il duo delle leggende sampdoriane riesce a riportare la squadra alla vittoria all'esordio (1-0 contro il Cittadella) dopo due mesi a secco, grazie anche a un numeroso seguito di pubblico allo stadio. Tuttavia, al posto della svolta tanto auspicata, sopraggiungono alcuni risultati deludenti (sconfitta 0-1 a Carrara, pareggi contro Cremonese e Catanzaro) che, contestualmente alle vittorie delle dirette concorrenti, fanno sprofondare la Sampdoria al terzultimo posto in classifica, in piena zona retrocessione.
Il Doria si trova così obbligato a vincere i successivi due match per sperare nella salvezza. Nell'ultima stagionale a Marassi un gol di Melle Meulensteen permette di battere la Salernitana, lasciando aperte le porte della salvezza diretta e permettendo alla squadra di prendersi una posizione di vantaggio per la disputa dei play-out. Ma la stagione da incubo della Sampdoria si chiude a Castellammare di Stabia, con il pareggio per 0-0 ottenuto contro la Juve Stabia, che sancisce il terzultimo posto in classifica a 41 punti, con la squadra scavalcata proprio dalla Salernitana, e quindi retrocessa in Serie C. Per il Doria si tratta della prima retrocessione in terza serie della sua storia.
Tuttavia, il giorno precedente alla disputa del play-out tra Frosinone e Salernitana, la Covisoc comunica che il Brescia ha commesso presunte irregolarità nei pagamenti di contributi IRPEF ed INPS riguardanti gli stipendi dei mesi di dicembre e gennaio; all'esito del giudizio sportivo, la violazione costa alla società lombarda quattro punti di penalizzazione da scontare nella stagione corrente (più altri quattro in quella successiva). La classifica viene quindi riscritta, con i bresciani che scendono al terzultimo posto (retrocedendo in Serie C) e la Sampdoria che sale al quartultimo posto, che vale la disputa dei play-out contro la Salernitana. Nella gara di andata al Ferraris, i blucerchiati s'impongono per 2-0 sui campani; in quella di ritorno, i doriani si portano sul 2-0 prima che la gara venga sospesa per le intemperanze dei tifosi di casa. Il giorno seguente il Giudice sportivo dispone la sconfitta per 0-3 a tavolino dei granata, decretando quindi la permanenza della Sampdoria in Serie B.

## Rosa
Rosa e numerazione aggiornati al 10 gennaio 2025
| N. |                        | Ruolo | Calciatore            |
| -- | ---------------------- | ----- | --------------------- |
| 1  | Italia (bandiera)      | P     | Paolo Vismara         |
| 2  | Italia (bandiera)      | D     | Marco Curto           |
| 3  | Italia (bandiera)      | D     | Antonio Barreca       |
| 4  | Inghilterra (bandiera) | C     | Ronaldo Vieira        |
| 5  | Italia (bandiera)      | D     | Giovanni Leoni        |
| 5  | Italia (bandiera)      | D     | Alessandro Pio Riccio |
| 6  | Italia (bandiera)      | D     | Simone Romagnoli      |
| 7  | Italia (bandiera)      | C     | Alessandro Bellemo    |
| 8  | Italia (bandiera)      | C     | Matteo Ricci          |
| 9  | Italia (bandiera)      | A     | Massimo Coda          |
| 10 | Italia (bandiera)      | C     | Gennaro Tutino        |
| 11 | Spagna (bandiera)      | A     | Estanis Pedrola       |
| 14 | Svizzera (bandiera)    | C     | Pajtim Kasami         |
| 15 | Nigeria (bandiera)     | C     | Ebenezer Akinsanmiro  |
| 16 | Italia (bandiera)      | A     | Fabio Borini          |
| 17 | Paesi Bassi (bandiera) | C     | Melle Meulensteen     |
| 18 | Italia (bandiera)      | D     | Lorenzo Venuti        |
| 19 | Italia (bandiera)      | A     | Matteo Stoppa         |
| 21 | Italia (bandiera)      | D     | Pietro Beruatto       |

| N. |                         | Ruolo | Calciatore                     |
| -- | ----------------------- | ----- | ------------------------------ |
| 22 | Italia (bandiera)       | P     | Simone Ghidotti                |
| 23 | Italia (bandiera)       | D     | Fabio Depaoli                  |
| 24 | Polonia (bandiera)      | D     | Bartosz Bereszyński (capitano) |
| 25 | Italia (bandiera)       | D     | Alex Ferrari                   |
| 26 | Italia (bandiera)       | C     | Mattia Vitale                  |
| 28 | Spagna (bandiera)       | C     | Gerard Yepes                   |
| 29 | Italia (bandiera)       | C     | Stefano Girelli                |
| 30 | Italia (bandiera)       | P     | Nicola Ravaglia                |
| 31 | Croazia (bandiera)      | D     | Stipe Vulikić                  |
| 32 | Kosovo (bandiera)       | D     | Leon Zeqiraj                   |
| 33 | Italia (bandiera)       | A     | Giuseppe Sibilli               |
| 34 | Albania (bandiera)      | D     | Ertijon Gega                   |
| 43 | RD del Congo (bandiera) | A     | Samuel Ntanda                  |
| 44 | Cipro (bandiera)        | D     | Nikolas Iōannou                |
| 72 | Italia (bandiera)       | D     | Davide Veroli                  |
| 80 | Italia (bandiera)       | C     | Leonardo Benedetti             |
| 84 | Italia (bandiera)       | A     | Nikola Sekulov                 |
| 90 | Italia (bandiera)       | A     | Fabio Abiuso                   |

## Calciomercato

### Sessione estiva
| Acquisti         | Acquisti         | Acquisti         | Acquisti         |
| R.               | Nome             | da               | Modalità         |
| Altre operazioni | Altre operazioni | Altre operazioni | Altre operazioni |
| R.               | Nome             | da               | Modalità         |
| ---------------- | ---------------- | ---------------- | ---------------- |

| Cessioni         | Cessioni         | Cessioni         | Cessioni         |
| R.               | Nome             | a                | Modalità         |
| Altre operazioni | Altre operazioni | Altre operazioni | Altre operazioni |
| R.               | Nome             | da               | Modalità         |
| ---------------- | ---------------- | ---------------- | ---------------- |

### Sessione invernale
| Acquisti         | Acquisti         | Acquisti | Acquisti |
| ---------------- | ---------------- | -------- | -------- |
| D                | Pietro Beruatto  | Pisa     | prestito |
| A                | Giuseppe Sibilli | Bari     | prestito |
| D                | Marco Curto      | Como     | prestito |
| R.               | Nome             | da       | Modalità |
| Altre operazioni |                  |          |          |
| R.               | Nome             | da       | Modalità |

| Cessioni         | Cessioni        | Cessioni | Cessioni |
| ---------------- | --------------- | -------- | -------- |
| D                | Simone Giordano | Mantova  | prestito |
| R.               | Nome            | a        | Modalità |
| Altre operazioni |                 |          |          |
| R.               | Nome            | da       | Modalità |

## Risultati

### Serie B

#### Girone di andata
| Arbitro: | Abisso (Palermo) |

|                             |           |                     |
| Ambrosino 44’ Distefano 80’ | Marcatori | 54’ Venuti 67’ Coda |

| Arbitro: | Cosso (Reggio Calabria) |

|  |           |             |
|  | Marcatori | 84’ Vergara |

| Arbitro: | Feliciani (Teramo) |

|                                |           |                    |
| Simy 1’ Valencia 60’ Braaf 85’ | Marcatori | 4’ Tutino 21’ Coda |

| Genova 31 agosto 2024, ore 18:00 CEST 4ª giornata | Sampdoria        | 0 – 0 referto | Bari | Stadio Luigi Ferraris (23 172 spett.)\| Arbitro: \| Maresca (Napoli) \| |
| Arbitro:                                          | Maresca (Napoli) |               |      |                                                                         |

| Arbitro: | Collu (Cagliari) |

|                           |           |             |
| D'Orazio 8’ Strizzolo 51’ | Marcatori | 48’ Iōannou |

| Arbitro: | Perri (Roma 1) |

|            |           |  |
| Venuti 20’ | Marcatori |  |

| Arbitro: | Dionisi (L'Aquila) |

|            |           |                                 |
| Beyuku 83’ | Marcatori | 57’ Iōannou 76’ Tutino 79’ Coda |

| Arbitro: | Massimi (Termoli) |

|          |           |                   |
| Coda 36’ | Marcatori | 47’, 49’ Adorante |

| Arbitro: | Piccinini (Forlì) |

|                                  |           |                                                                    |
| Prestia 13’ Adamo 27’ Kargbo 64’ | Marcatori | 14’ (aut.) Prestia 22’, 55’ Meulensteen 61’ Tutino 88’ Akinsanmiro |

| Arbitro: | Crezzini (Siena) |

|            |           |  |
| Kasami 61’ | Marcatori |  |

| Cittadella 30 ottobre 2024, ore 20:30 CEST 11ª giornata | Cittadella        | 0 – 0 referto | Sampdoria | Stadio Piercesare Tombolato (3 489 spett.)\| Arbitro: \| Santoro (Messina) \| |
| Arbitro:                                                | Santoro (Messina) |               |           |                                                                               |

| Arbitro: | Arena (Torre del Greco) |

|  |           |               |
|  | Marcatori | 69’ Bjarnason |

| Arbitro: | Pairetto (Nichelino) |

|                                 |           |  |
| Lind 38’ Tramoni 52’ Angori 85’ | Marcatori |  |

| Arbitro: | Doveri (Roma 1) |

|                    |           |            |
| Di Francesco 45+3’ | Marcatori | 38’ Tutino |

| Arbitro: | Ferrieri Caputi (Livorno) |

|                                                         |           |                 |
| Laurienté 25’ Odenthal 45’ Pierini 64’ Berardi 74’, 90’ | Marcatori | 81’ (rig.) Coda |

| Genova 14 dicembre 2024, ore 17:15 CET 17ª giornata | Sampdoria           | 0 – 0 referto | Spezia | Stadio Luigi Ferraris (20.817 spett.)\| Arbitro: \| Aureliano (Bologna) \| |
| Arbitro:                                            | Aureliano (Bologna) |               |        |                                                                            |

| Arbitro: | Prontera (Bologna) |

|            |           |            |
| Veroli 67’ | Marcatori | 4’ Finotto |

#### Girone di ritorno
| Arbitro: | Sacchi (Macerata) |

|  |           |             |
|  | Marcatori | 70’ Tramoni |

| Arbitro: | Massa (Imperia) |

|             |           |          |
| Moncini 51’ | Marcatori | 33’ Coda |

| Arbitro: | Collu (Cagliari) |

|           |           |                              |
| Riccio 8’ | Marcatori | 31’ Antonucci 62’ Donnarumma |

| Arbitro: | Aureliano (Bologna) |

|                          |           |                  |
| Mancuso 50’ Trimboli 53’ | Marcatori | 22’, 24’ Depaoli |

| Arbitro: | Dionisi (L'Aquila) |

|           |           |  |
| Niang 16’ | Marcatori |  |

| Arbitro: | Monaldi (Macerata) |

|                                |           |             |
| Merkaj 6’ Casiraghi 88’ (rig.) | Marcatori | 11’ Sabilli |

| Genova 22 febbraio 2025, ore 20:30 CET 27ª giornata | Sampdoria            | 0 – 0 referto | Sassuolo | Stadio Luigi Ferraris (21.395 spett.)\| Arbitro: \| Pairetto (Nichelino) \| |
| Arbitro:                                            | Pairetto (Nichelino) |               |          |                                                                             |

| Arbitro: | Crezzini (Siena) |

|              |           |             |
| Maggiore 48’ | Marcatori | 45+2’ Niang |

| Arbitro: | Perenzoni (Rovereto) |

|         |           |                |
| Coda 1’ | Marcatori | 40’ Pohjanpalo |

| Arbitro: | Marinelli (Tivoli) |

|                         |           |                     |
| Portanova 33’ Gondo 60’ | Marcatori | 67’ Niang 74’ Oudin |

| Arbitro: | Dionisi (L'Aquila) |

|  |           |                                      |
|  | Marcatori | 55’ Kone 70’ Monterisi 85’ Ghedjemis |

| Arbitro: | Rapuano (Rimini) |

|                   |           |  |
| Lapadula 65’, 73’ | Marcatori |  |

| Arbitro: | Abisso (Palermo) |

|             |           |  |
| Sibilli 64’ | Marcatori |  |

| Castellammare di Stabia 13 maggio 2025, ore 20:30 CEST 34ª giornata | Juve Stabia    | 0 – 0 referto | Sampdoria | Stadio Romeo Menti (6.277 spett.)\| Arbitro: \| Colombo (Como) \| |
| Arbitro:                                                            | Colombo (Como) |               |           |                                                                   |

| Arbitro: | Zufferli (Udine) |

|                |           |  |
| Torregrossa 6’ | Marcatori |  |

| Arbitro: | Rapuano (Rimini) |

|                   |           |  |
| Meulensteen 45+1’ | Marcatori |  |

### Play-out
| Arbitro: | Aureliano (Bologna) |

|                           |           |  |
| Meulensteen 39’ Curto 86’ | Marcatori |  |

| Arbitro: | Doveri (Roma 1) |

|  |           |                      |
|  | Marcatori | 38’ Coda 49’ Sibilli |

### Coppa Italia

#### Turni eliminatori
| Arbitro: | Collu (Cagliari) |

|                                          |                      |                                            |
| Iōannou 37’                              | Marcatori            | 44’ Cutrone                                |
| Vieira Benedetti Meulensteen Coda Tutino | Tiri di rigore 4 – 3 | Da Cunha Verdi Braunöder Baselli Strefezza |

| Arbitro: | La Penna (Roma 1) |

|                                                        |                      |                                                             |
| Pinamonti 9’                                           | Marcatori            | 83’ Borini                                                  |
| Miretti Bani Bohinen Vásquez Vogliacco Frendrup Zanoli | Tiri di rigore 5 – 6 | Borini Bereszyński Benedetti Depaoli Tutino Sekulov Barreca |

#### Fase finale
| Arbitro: | Dionisi (L'Aquila) |

|                                            |           |           |
| Dovbyk 9’, 19’ Baldanzi 24’ Shomurodov 79’ | Marcatori | 61’ Yepes |

## Statistiche

### Statistiche di squadra
| Competizione | Punti            | In casa | In casa | In casa | In casa | In casa | In casa | In trasferta | In trasferta | In trasferta | In trasferta | In trasferta | In trasferta | Totale | Totale | Totale | Totale | Totale | Totale | DR  |
| Competizione | Punti            | G       | V       | N       | P       | Gf      | Gs      | G            | V            | N            | P            | Gf           | Gs           | G      | V      | N      | P      | Gf     | Gs     | DR  |
| ------------ | ---------------- | ------- | ------- | ------- | ------- | ------- | ------- | ------------ | ------------ | ------------ | ------------ | ------------ | ------------ | ------ | ------ | ------ | ------ | ------ | ------ | --- |
| Serie B      | 41               | 19      | 6       | 7       | 6       | 13      | 15      | 19           | 2            | 10           | 7            | 23           | 32           | 38     | 8      | 17     | 13     | 38     | 49     | -11 |
| Play-out     | -                | 1       | 1       | 0       | 0       | 2       | 0       | 1            | 1            | 0            | 0            | 3            | 0            | 2      | 2      | 0      | 0      | 5      | 0      | +5  |
| Coppa Italia | Ottavi di finale | 1       | 1       | 0       | 0       | 1       | 1       | 2            | 1            | 0            | 1            | 2            | 5            | 3      | 2      | 0      | 1      | 3      | 6      | -3  |
| Totale       |                  | 21      | 8       | 7       | 6       | 16      | 16      | 22           | 4            | 10           | 8            | 28           | 37           | 43     | 12     | 17     | 14     | 46     | 55     | -9  |

### Andamento in campionato
| Giornata  | 1  | 2  | 3  | 4  | 5  | 6  | 7  | 8  | 9  | 10 | 11 | 12 | 13 | 14 | 15 | 16 | 17 | 18 | 19 | 20 | 21 | 22 | 23 | 24 | 25 | 26 | 27 | 28 | 29 | 30 | 31 | 32 | 33 | 34 | 35 | 36 | 37 | 38 |
| --------- | -- | -- | -- | -- | -- | -- | -- | -- | -- | -- | -- | -- | -- | -- | -- | -- | -- | -- | -- | -- | -- | -- | -- | -- | -- | -- | -- | -- | -- | -- | -- | -- | -- | -- | -- | -- | -- | -- |
| Luogo     | T  | C  | T  | C  | T  | C  | T  | C  | T  | C  | T  | C  | T  | T  | C  | T  | C  | T  | C  | C  | T  | C  | T  | C  | C  | T  | C  | T  | C  | T  | C  | T  | C  | T  | T  | C  | T  | C  |
| Risultato | N  | P  | P  | N  | P  | V  | V  | P  | V  | V  | N  | P  | P  | N  | N  | P  | N  | N  | N  | P  | N  | P  | N  | V  | V  | P  | N  | N  | N  | N  | P  | P  | V  | N  | P  | N  | N  | V  |
| Posizione | 11 | 17 | 18 | 19 | 20 | 17 | 14 | 15 | 12 | 7  | 7  | 9  | 12 | 12 | 12 | 15 | 15 | 15 | 15 | 16 | 16 | 16 | 16 | 16 | 14 | 16 | 15 | 15 | 16 | 16 | 17 | 18 | 16 | 17 | 17 | 17 | 18 | 17 |

Legenda:

Luogo: C = Casa; T = Trasferta. Risultato: V = Vittoria; N = Pareggio; P = Sconfitta.